# Placidochromis macroceps
Placidochromis macroceps är en fiskart som beskrevs av Mark Hanssens 2004. Placidochromis macroceps ingår i släktet Placidochromis och familjen Cichlidae. Inga underarter finns listade i Catalogue of Life.